# Стеценко, Степан Емельянович
Степан Емельянович Стеценко (22 декабря 1903, Стояновка — 9 ноября 1989, Киев) — советский партийный и государственный деятель. Член ВКП(б) с 1926 года. Председатель Ворошиловградского областного Совета. Член ЦК КП Украины.

## Биография
Степан Стеценко родился 22 декабря 1903 года в селе Стояновка в Херсонской губернии Российской Империи (ныне не существует, на момент упразднения входило в Новоукраинский район Кировоградской области) в крестьянской семье. Образование начальное. В 1920 году добровольцем вступил в Красную Армию. С 1926 года член ВКП(б).
С 1932 на партработе: заведующий агитмассовым отделом горкома, врио редактора «Луганской правды», затем направлен на советскую работу: с июня 1934 заведующий городским земотделом и зампред. Горсовета, в августе был врид председателя горсовета. Вернулся в горком на пост замзавотделом парткадров. В 1935 возглавлял комиссию по проверке партдокументов. С марта 1936 второй секретарь Луганского горкома КП(б)У. В декабре 1936 направлен секретарем парткома на завод имени Октябрьской революции. 10 апреля 1938 снят с этой работы решением Бюро Луганского горпаркома.
В условиях «культа личности» был безосновательно репрессирован. Арестован 1 июня 1938 по обвинению в руководстве правотроцкистским заговором. Исключен из партии 19 июля «как репрессированный органами НКВД». Виновным себя не признал. 18 марта 1940 года дело было прекращено за отсутствием состава преступления, из-под стражи освобожден и реабилитирован.
Работал заведующим областным легпромом.
В июне 1942 года был назначен секретарем Ворошиловградского подпольного областного комитета КП(б) Украины для работы по районам: Краснодонскому, Свердловскому, Ровеньковскому, Боково-Антрацитовскому, Красно-Лучскому, Ивановскому, Серговскому, Ворошиловскому /городского и сельского/..
Во время Великой Отечественной войны Стеценко воссоздал уничтоженный гестаповцами Марковский подпольный райком КП(б)У, также он создал 11 подпольных партийных групп и 20 конспиративных квартир, на территории Ворошиловградской области.
Сохранились слова, сказанные им во время того, когда он был секретарём Ворошиловградского подпольного областного комитета КП(б) Украины:
Я и мои связные оседали в Боково-Антрацитовском партизанском отряде. Этот отряд ввязался в бой сразу, так же как и Ивановский партизанский отряд, с первых дней. И, в частности, начал операции на железной дороге. Когда немцы восстановили ветку Дебальцево – Зверево и началось движение, партизаны стали производить диверсии на железной дороге, подрывать, обстреливать эшелоны. 20 августа мы дали серьезный бой немцам, когда их было 300, а нас 17 человек. Двенадцатичасовый бой мы выдержали. Немцы отступили ночью. Они не могли по ночам сражаться даже в маленьких балках.
Что означают боевые действия партизан? Те, кто оставался на оккупированной территории, знают... Нравственное подавление. Люди в растерянности. Армия отступила, враг пришел, а мы остались беззащитные. И когда мы начали бои, люди увидели, что они не одиноки и поверили, что Красная Армия вернется, что враг будет разбит. И это было облегчение для народа, нравственное, психологическое.
С февраля 1943 года секретарь Ворошиловградского городского комитета КП(б) Украины. В первые дни после освобождения города фактически исполнял обязанности председателя Горисполкома.
С 14 января 1948 года по декабрь 1950 года Степан Емельянович работал председателем Исполнительного комитета Ворошиловградского областного Совета.
С 1950 года — 1-й секретарь Черновицкого городского комитета КП(б) Украины.
С 1955 года — инспектор ЦК КП Украины.
С 1955 года по январь 1963 года — 2-й секретарь Черкасского областного комитета КП Украины.
С 21 января 1956 года по 17 марта 1971 года — член Ревизионной комиссии КП Украины.
С января 1963 года по декабрь 1964 года — председатель Исполнительного комитета Черкасского сельского областного Совета.
С декабря 1964 года по 1967 год — председатель Исполнительного комитета Черкасского областного Совета.
С апреля 1967 года по 1975 год — 1-й заместитель председателя Верховного Совета Украинской ССР.
С 20 марта 1971 года по 10 февраля 1976 года — член ЦК КП Украины.
С 1975 персональный пенсионер союзного значения.

## Личная жизнь
У Степана Емельяновича была жена Валентина Платоновна, работавшая педагогом.
Брат Дмитрий Емельянович работал журналистом. Умер в 1974 на посту замредактора Ворошиловградской областной украиноязычной газеты «Прапор перемоги».

## Награды
- орден Ленина (23.01.1948; 26.02.1958)
- орден Отечественной войны I степени (02.05.1945; 11.03.1985)
- орден Трудового Красного Знамени (21.12.1963)
- орден Дружбы народов (21.12.1973)
- орден Красной Звезды (23.07.1943)
- медали